# Vùng sản công

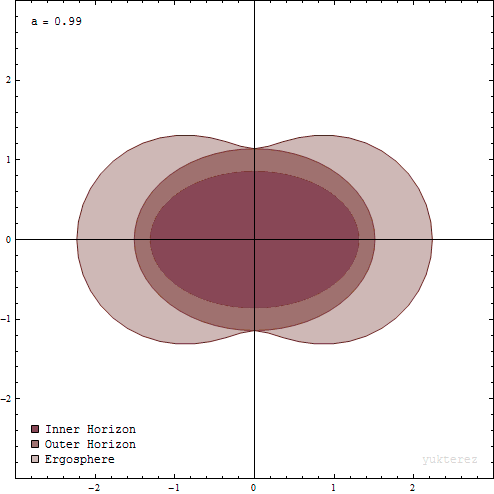
Hình dáng vùng sinh công của hố đen

Vùng sinh công (tiếng Anh: Ergosphere) là một vùng nằm bên ngoài chân trời sự kiện bên ngoài của lỗ đen đang quay. Tên của nó được đề xuất bởi Remo Ruffini và John Archibald Wheeler trong các bài giảng của Les Houches vào năm 1971 và có nguồn gốc từ tiếng Hy Lạp ἔργον (ergon), có nghĩa là "công việc". Nó nhận được cái tên này vì về mặt lý thuyết có thể chiết xuất năng lượng và khối lượng từ vùng này. Ergosphere tiếp xúc với chân trời sự kiện ở các cực của một lỗ đen đang quay và mở rộng lớn hơn ở đường xích đạo. Một lỗ đen với mô men động lượng khiêm tốn có một vùng sinh công với hình dạng xấp xỉ bằng một hình cầu hình cầu, trong khi các vòng quay nhanh hơn tạo ra một vùng sinh công hình quả bí ngô hơn. Bán kính xích đạo (cực đại) của một Ergosphere là bán kính Schwarzschild, bán kính của một lỗ đen không quay. Bán kính cực (cực tiểu)  của chân trời sự kiện có thể nhỏ bằng một nửa bán kính Schwarzschild đối với một lỗ đen quay cực đại.

## Sự quay
Khi một lỗ đen quay, nó xoắn không thời gian theo hướng quay với tốc độ tỉ lệ nghịch theo khoảng cách từ chân trời sự kiện. Quá trình này được gọi là hiệu ứng Lense – Thirring hoặc kéo hệ quy chiếu. Do hiệu ứng kéo này, một vật thể trong bầu không gian không thể đứng yên đối với người quan sát bên ngoài ở khoảng cách xa trừ khi vật thể đó di chuyển với tốc độ nhanh hơn tốc độ ánh sáng (điều không thể xảy ra) đối với không thời gian cục bộ. Tốc độ cần thiết để một vật thể đứng yên sẽ giảm ở những điểm xa hơn đường chân trời sự kiện, cho đến khi ở một khoảng cách nào đó, tốc độ cần thiết là không đáng kể.
Tập hợp tất cả các điểm như vậy xác định bề mặt của vùng sinh côn. Bề mặt bên ngoài của vùng sinh công đó được gọi là bề mặt tĩnh hoặc giới hạn tĩnh. Điều này là do các đường thế giới thay đổi từ dạng thời gian bên ngoài giới hạn tĩnh thành dạng không gian bên trong nó. 

## Kéo đối xứng tâm

Một hạt thử nghiệm tiếp cận vùng sinh công theo hướng ngược bị buộc phải thay đổi hướng chuyển động của hố đen (theo tọa độ Boyer – Lindquist).

Một sợi dây treo lơ lửng, được giữ cố định bên ngoài vùng sinh công, sẽ chịu một lực kéo xuyên tâm vô hạn khi nó tiếp cận giới hạn tĩnh của vùng. Tại một thời điểm nào đó, nó sẽ bắt đầu rơi, dẫn đến chuyển động quay theo lực hấp dẫn. Một hàm ý của việc kéo không gian này là sự tồn tại của các năng lượng "âm" trong vùng sinh công.
Vì vùng sinh công nằm ngoài chân trời sự kiện, các vật thể đi vào vùng đó với vận tốc đủ để thoát khỏi lực hấp dẫn của lỗ đen vẫn có thể xảy ra. Một vật thể có thể nhận được năng lượng bằng cách đi vào vòng quay của lỗ đen và sau đó thoát ra khỏi nó, do đó lấy đi một phần năng lượng của lỗ đen cùng với nó (làm chôơ chế di chuyển tương tự như việc khai thác hiệu ứng Oberth xung quanh các vật thể không gian "bình thường").
Quá trình loại bỏ năng lượng từ một lỗ đen đang quay này được đề xuất bởi nhà toán học Roger Penrose vào năm 1969 và được gọi là quá trình Penrose. Mức năng lượng tối đa có thể lấy được đối với một hạt thông qua quá trình này là 20,7% về khối lượng tương đương của nó, và nếu quá trình này được lặp lại với cùng một khối lượng, thì mức tăng năng lượng cực đại theo lý thuyết sẽ đạt tới 29% so với khối lượng-năng lượng tương đương ban đầu của nó. Khi năng lượng bị lấy đi bởi một vật khác, lỗ đen mất đi mô men động lượng, và lực kéo không thời gian giảm xuống, ergosphere sẽ không còn tồn tại. Quá trình này được coi là một lời giải thích khả thi cho một nguồn năng lượng của các hiện tượng năng lượng như vụ nổ tia gamma. Kết quả từ các mô hình máy tính cho thấy quá trình Penrose có khả năng tạo ra các hạt năng lượng cao được quan sát thấy phát ra từ các chuẩn tinh và các hạt nhân thiên hà đang hoạt động khác.

## Kích thước vùng sinh công
Kích thước của cùng sinh công, khoảng cách giữa bề mặt ngoài cùng của vùng tới chân trời sự kiện, không nhất thiết phải tỷ lệ thuận với bán kính của chân trời sự kiện, mà là tỷ lệ thuận với lực hấp dẫn của lỗ đen và mô men động lượng của nó. Một điểm ở hai cực không chuyển động và do đó không có mômen động lượng, trong khi ở xích đạo, một điểm sẽ có mômen động lượng lớn nhất. Sự biến đổi của mômen động lượng kéo dài từ các cực đến đường xích đạo là nguyên nhân khiến cho khối cầu có hình dạng tương đối của nó. Khi khối lượng của lỗ đen hoặc tốc độ quay của nó tăng lên, kích thước của bầu khí quyển cũng tăng theo.